# Gregorio Salvadores
Gregorio Salvadores (Buenos Aires, Virreinato del Río de la Plata 1809 - Buenos Aires, Argentina 3 de enero de 1860) fue un militar argentino que luchó en la Guerra del Brasil y luego en las guerras civiles argentinas en defensa de la facción unitaria.

## Biografía
Gregorio Salvadores nació en Buenos Aires en 1809, hijo de Manuel Salvadores, natural de Málaga, España, de profesión médico, y de María Antonia Valle, hermana de Ana María Valle, madre de Mariano Moreno. Tuvo numerosos hermanos, todos comprometidos con la causa patriota, entre ellos los funcionarios Bonifacio José María Salvadores y José María Salvadores, el teniente Desiderio Salvadores, el coronel Ángel Salvadores, el capitán Juan José Salvadores, el sargento mayor Lucio Salvadores, el médico Manuel Antonio Salvadores, el periodista Pedro María de Alcántara Salvadores y el militar Toribio Salvadores.
El 17 de mayo de 1824 se incorporó como alférez al Regimiento de Húsares de Buenos Aires, en la frontera noroeste de la provincia de Buenos Aires.
Bajo el mando del coronel Federico Rauch participó en varias incursiones en territorio pampeano controlado por las tribus indígenas.

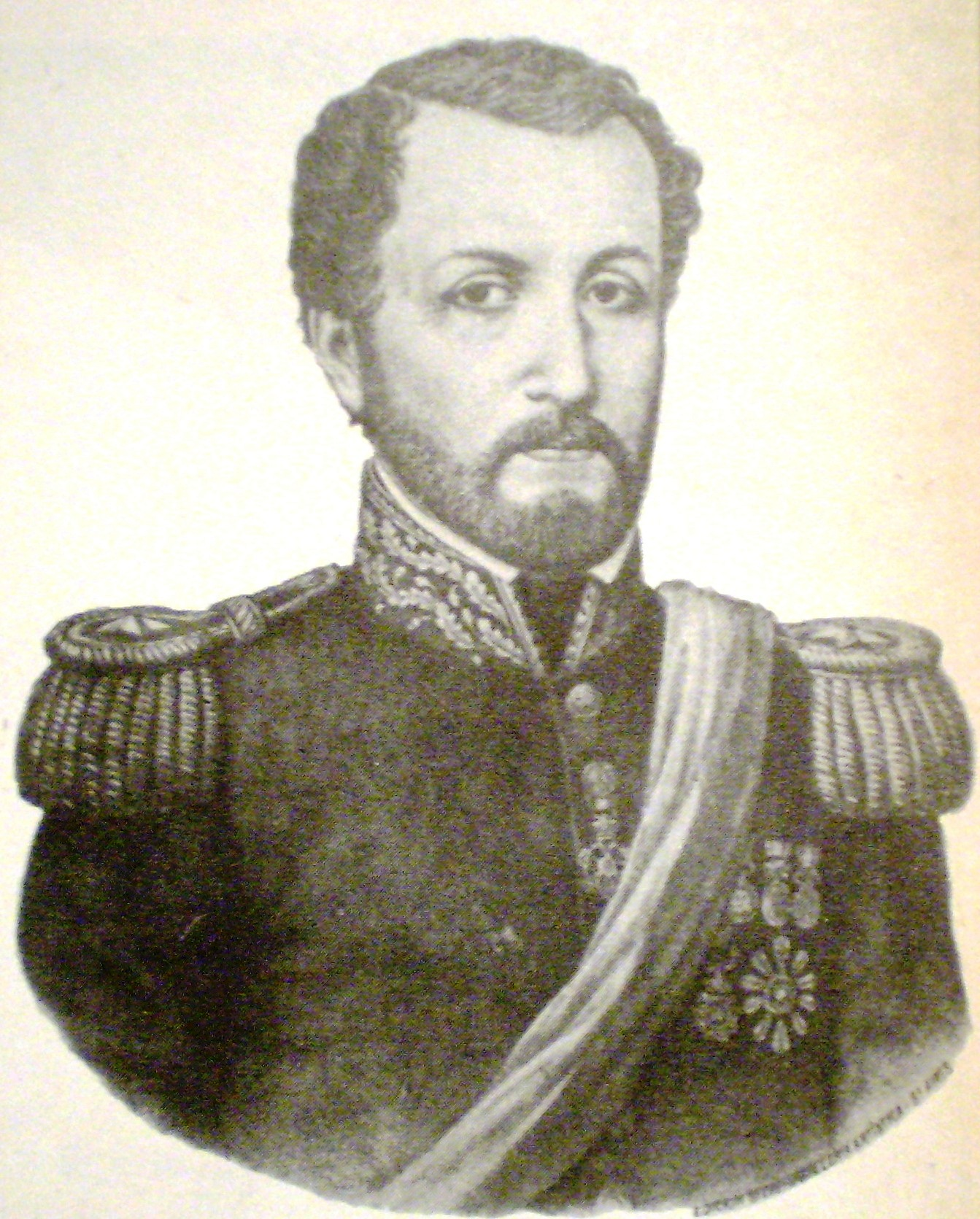
Juan Lavalle.

Iniciada la guerra del Brasil, se incorporó con igual grado al Regimiento de Caballería N° 1, bajo el mando del coronel Federico de Brandsen y en el curso del año 1826 fue promovido a teniente 2.º.
Participó bajo las órdenes de Fructuoso Rivera en la victoria sobre Bento Manuel Ribeiro en las márgenes del río Cuareim.
Bajo el mando de Juan Antonio Lavalleja, actuó en la represión de una división de orientales que se sublevó en Paso de los Toros, sobre el río Negro.  
El 21 de diciembre de 1826 fue ascendido a teniente primero.
En la ofensiva de 1827 comandada por el general Carlos María de Alvear participó bajo el mando de Juan Lavalle del triunfo argentino en Ombú y ya en territorio brasilero de la victoria de Ituzaingó. En esta última batalla recibió dos heridas a resultas de las cuales quedó dado por muerto en el campo de batalla.
Al retornar al campo las vencidas tropas brasileras recogieron a Salvadores, lo trasladaron sobre la cureña de un cañón y lo mantuvieron prisionero en la Fortaleza de Santa Cruz de la Barra, en Río de Janeiro.
Permaneció preso allí hasta finalizada la guerra, en 1828.

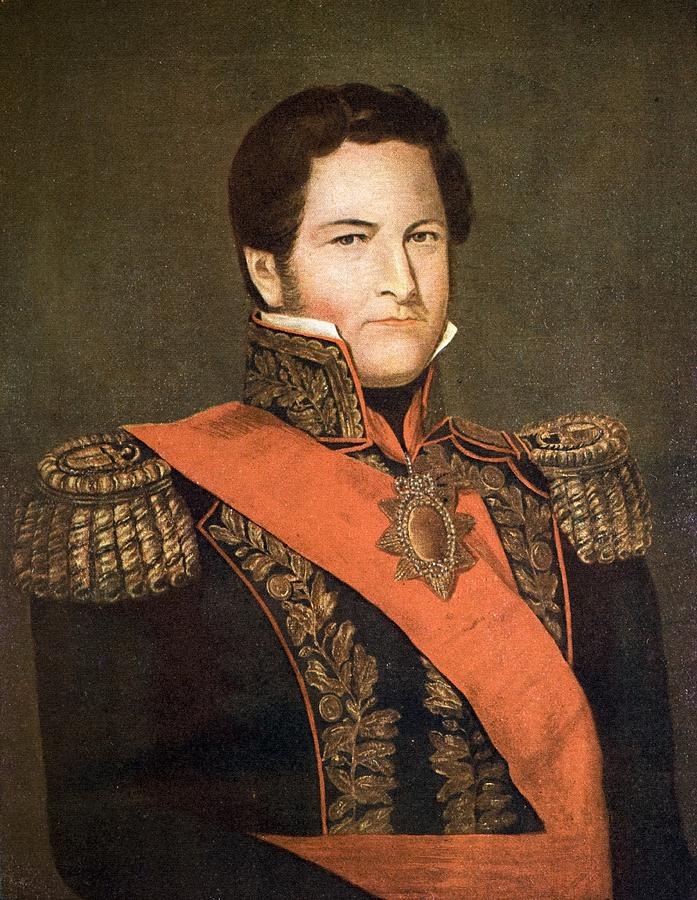
Juan Manuel de Rosas.

Regresó a Buenos Aires a fines de noviembre de ese año, reincorporándose a su regimiento. Se sumó al golpe del 1 de diciembre liderado por el general Juan Lavalle y a sus órdenes participó de la posterior campaña, hallándose en los encuentros de Navarro, Zapallar, Arroyo de la Matanza y en la batalla de Puente de Márquez, así como en los pactos de Cañuelas y de Barracas.
Fue ascendido a capitán el 26 de junio de 1829. En 1833 el gobernador Juan Ramón Balcarce lo ascendió por su apoyo a sargento mayor, pero esa adhesión le costó el 16 de abril de 1835 ser dado de baja y borrado de la lista militar en tanto opositor al gobierno de Juan Manuel de Rosas, cuando revistaba con el grado de capitán.
En 1838 intentó emigrar a Montevideo pero fue capturado a las orillas del Río de la Plata en la localidad de Quilmes.
Fue trasladado atado a Buenos Aires y puesto en capilla para ser fusilado pero lo salvó la intervención de Juan de Mendeville, quien intercedió ante Rosas. Permaneció preso, engrillado e incomunicado por seis meses, hasta que en 1839 consiguió escapar y pasar a la Banda Oriental y de allí a la provincia de Entre Ríos, donde se incorporó al ejército de Lavalle.

Campaña de Juan Lavalle (1841).

El 18 de febrero de 1840 fue ascendido a teniente coronel. El 16 de julio de 1840 participó de la batalla de Sauce Grande, recibiendo dos heridas de sable. Participó luego del ataque y ocupación de San Pedro, del combate de El Tala (6 de agosto), Combate de Cañada de la Paja (3 de septiembre), en la toma de Santa Fe (1840) (29 de septiembre) y en Calchines.
Participó de la batalla de Quebracho Herrado (28 de noviembre) y el 8 de enero de 1841 fue herido de bayoneta en la batalla de San Cala. Tras la derrota y muerte de Lavalle, se vio finalmente forzado a exiliarse nuevamente. El 4 de abril de 1845 casó con Rosario Roselot y Atienzo.
Regresó al país en 1855 y tras prestar servicios en el Ministerio de Guerra y Marina fue puesto al frente de un escuadrón del Regimiento de Dragones de Buenos Aires N° 3. En 1856 luchó contra las fuerzas que procedentes del sur de Santa Fe y al mando de José María Flores invadieron Buenos Aires.
Dispersas las fuerzas de Flores, fue trasladado ese mismo año a la guarnición del partido de Rojas del norte bonaerense hasta el 7 de octubre de 1859 en que por disposición del gobernador Pastor Obligado fue designado secretario de la Comisión Militar Consultiva. Trasladado a la Inspección General de Armas, murió en Buenos Aires el 3 de enero de 1860.